# Acacia impressa
Acacia impressa é uma espécie de leguminosa do gênero Acacia, pertencente à família Fabaceae.